# Lista de reis de Navarra

Escudo do Reino de Navarra

Esta é uma lista de reis de Pamplona e Navarra, desde a fundação do reino no século IX até ao século XVII. O reino foi fundado com o nome de Reino de Pamplona, um título que só foi abandonado na segunda metade do século XII pelo rei Sancho VI (r. 1150–1194), o primeiro a intitular-se Rei de Navarra.
A Casa Real de Navarra caracterizou-se por uma mudança frequente de dinastias, relacionada com o número invulgar de rainhas que este país teve durante a sua história.

## Dinastia Íñiguez
| Nome                     | Retrato | Nascimento                                | Início Reinado | Fim Reinado | Casamento(s)                     | Morte                                                    | Notas                                   |
| ------------------------ | ------- | ----------------------------------------- | -------------- | ----------- | -------------------------------- | -------------------------------------------------------- | --------------------------------------- |
| Íñigo Arista de Pamplona |         | c. 770? Filho de Íñigo Jiménez e Oneca    | c. 824?        | 851         | ? 4 filhos                       | 851 c. 81 anos                                           | Primeiro rei de Pamplona.               |
| Garcia Íñiguez           |         | c. 810? Filho de Íñigo Arista de Pamplona | 851            | 882         | Urraca 3 filhos                  | 882 c. 72 anos Sepultado no Mosteiro de Leyre            |                                         |
| Fortunio Garcês          |         | ? Filho de Garcia Íñiguez e Urraca        | 882            | 905         | Aurea Ibn Lopo Ibn Musa 5 filhos | c. 925? Mosteiro de Leyre Sepultado no Mosteiro de Leyre | Abdicou, retirando-se para um convento. |

## Dinastia gimena
| Nome | Retrato | Nascimento                                                                   | Início Reinado         | Fim Reinado            | Casamento(s)                                                                                   | Morte | Notas |
| --- | ------- | ---------------------------------------------------------------------------- | ---------------------- | ---------------------- | ---------------------------------------------------------------------------------------------- | --- | --- |
| Sancho Garcês I |         | c. 860? Filho de Garcia Jimenes e Dadildis de Pallars                        | 905                    | 11 de dezembro de 925  | Toda Aznares 7 filhos                                                                          | 11 de dezembro de 925 Resa c. 65 anos Sepultado no Castelo de San Esteban de Deyo, em Villamayor de Monjardín                     | Chegou ao trono afirmando os direitos de sua esposa Toda, neta de Fortún Garcés. |
| Garcia Sanches I |         | 919 Filho de Sancho Garcês I de Pamplona e Toda Aznares                      | 11 de dezembro de 925  | 22 de fevereiro de 970 | Andregoto Galíndez c. 938 3 filhos Teresa de Leão c. 943 2 filhos                              | 22 de fevereiro de 970 Villamayor de Monjardín 50-51 anos Sepultado no Castelo de San Esteban de Deyo, em Villamayor de Monjardín | Entre 925-931, Jimeno Garcés, irmão de Sancho Garcés I, serviu como regente das potestas regia. Entre 931-933, Íñigo Garcés, meio-irmão de Sancho Garcés I, tentou ocupar a regência ou o trono, confrontando a rainha mãe Toda, que acabou assumindo a regência até que, em 934, García Sánchez foi declarada maior de idade. |
| Sancho Garcês II |         | c. 938? Filho de Garcia Sanches I de Pamplona e Andregoto Galíndez           | 22 de fevereiro de 970 | Dezembro de 994        | Urraca Fernandes de Castela c. 963 3 filhos                                                    | Dezembro de 994 c. 56 anos Sepultado no Mosteiro de San Juan de la Peña, em Jaca                                                  | Incorporou o condado de Aragão. |
| Garcia Sanches II O Tremedor |         | c. 964? Filho de Sancho Garcês II de Pamplona e Urraca Fernandes de Castela  | Dezembro de 994        | 29 de julho de 1000    | Jimena Fernandes 4 filhos                                                                      | 29 de julho de 1000 c. 46 anos Sepultado no Mosteiro de San Juan de la Peña, em Jaca                                              | |
| Interregno (1000-1004):O rei Garcia morreu cerca de 1000, data de sua última aparição na documentação. Depois de sua morte, houve um interregno, gerido pela Sancho Ramires de Viguera, seu primo, até que seu filho mais velho, Sancho Garcês III de Pamplona, menor de idade, assumiu o trono em 1004. |         |                                                                              |                        |                        |                                                                                                | | |
| Sancho Garcês III O Grande |         | c. 992? Filho de Garcia Sanches II de Pamplona e Jimena Fernandes            | 1004                   | 18 de outubro de 1035  | Munia Maior de Castela 1011 4 filhos                                                           | 18 de outubro de 1035 c. 43 anos                                                                                                  | |
| Garcia Sanches III O de Nájera |         | 1012 Nájera Filho de Sancho Garcês III de Pamplona e Munia Maior de Castela  | 18 de outubro de 1035  | 1 de setembro de 1054  | Estefânia de Foix 1038 Barcelona 9 filhos                                                      | 1 de setembro de 1054 Atapuerca 38-39 anos Sepultado no Mosteiro de Santa María la Real de Nájera, em La Rioja                    | |
| Sancho Garcês IV O Nobre |         | c. 1039? Filho de Garcia Sanches III de Pamplona e Estefânia de Foix         | 1 de setembro de 1054  | 4 de junho de 1076     | Placencia de Normandia 1068 1 filho                                                            | 4 de junho de 1076 Peñalén 36-37 anos                                                                                             | |
| Sancho V |         | c. 1043? Filho de Ramiro I de Aragão e Ermesinda de Foix                     | 4 de junho de 1076     | 4 de junho de 1094     | Isabel de Urgel 1062/1063 1 filho Felícia de Roucy 1071 3 filhos                               | 4 de junho de 1094 Huesca 50-51 anos Sepultado no Mosteiro de San Juan de la Peña, em Jaca                                        | Também rei de Aragão. Proclamado rei pelos navarros após o assassinato de seu primo Sancho Garcés IV por seus irmãos. |
| Pedro I |         | c. 1068? Filho de Sancho I de Aragão e Isabel de Urgel                       | 4 de junho de 1094     | 28 de dezembro de 1104 | Inês da Aquitânia 1086 Jaca 2 filhos Berta de Aragão 16 de agosto de 1097 Huesca sem filhos    | 28 de dezembro de 1104 Vale de Arán 35-36 anos                                                                                    | Também rei de Aragão. Conquistou Huesca. |
| Afonso I O Batalhador |         | c. 1073? Filho de Sancho I de Aragão e Isabel de Urgel                       | 28 de dezembro de 1104 | 7 de setembro de 1134  | Urraca I de Leão e Castela 1106 sem filhos                                                     | 7 de setembro de 1134 Poleñino 59-60 anos Sepultado no Mosteiro de São Pedro o Velho, em Huesca                                   | Também rei de Aragão. Conquistou Saragoça. Esposo de Urraca I de Leão e Castela. Em sua vontade, ele legou o reino às ordens militares dos Templários, Hospitalários e do Santo Sepulcro de Jerusalém. |
| Garcia IV O Restaurador |         | c. 1110? Filho de Ramiro Sanches de Pamplona e Cristina Rodríguez            | 7 de setembro de 1134  | 21 de novembro de 1150 | Margarita de l'Aigle 1130 3 filhos Urraca Afonso, a Asturiana 24 de junho de 1144 Leão 1 filha | 21 de novembro de 1150 Lorca 39-40 anos                                                                                           | Rei escolhido quando os navarros não aceitaram a vontade de Afonso I. |
| Sancho VI O Sábio |         | 1132/1133 Filho de Garcia Ramires de Pamplona e Margarita de l'Aigle         | 21 de novembro de 1150 | 27 de junho de 1194    | Sancha de Castela 2 de junho de 1157 Carrión de los Condes 6 filhos                            | 27 de junho de 1194 Pamplona 61-62 anos Sepultado na Catedral de Santa Maria de Pamplona                                          | Em 1162, ele mudou seu título de rei de Pamplona para o de rei de Navarra. |
| Sancho VII O Forte |         | 17 de abril de 1154 Tudela Filho de Sancho VI de Navarra e Sancha de Castela | 27 de junho de 1194    | 7 de abril de 1234     | Constança de Toulouse 1195 sem filhos                                                          | 7 de abril de 1234 Tudela 79 anos Sepultado na Real Colegiata de Santa María de Roncesvalles                                      | Ele assinou um tratado prohijamiento com Jaime I de Aragão, pelo qual, se um monarca morresse antes do outro, herdaria o reino do falecido. |

## Casa de Champagne
| Nome                                            | Retrato | Nascimento                                                                                              | Início Reinado        | Fim Reinado           | Casamento(s) | Morte                                                                                       | Notas |
| ----------------------------------------------- | ------- | --- | --------------------- | --------------------- | --- | ------------------------------------------------------------------------------------------- | --- |
| Teobaldo I O Póstumo O Trovador                 |         | 30 de maio de 1201 Troyes Filho de Teobaldo III de Champanhe e Branca de Navarra, condessa de Champanhe | 7 de abril de 1234    | 8 de julho de 1253    | Gertrudes de Dagsburgo 1 de maio de 1220 sem filhos Inês de Beaujeu 1222 1 filha Margarida de Bourbon-Dampierre 12 de setembro de 1232 6 filhos | 8 de julho de 1253 Pamplona 52 anos Sepultado na Catedral de Santa Maria de Pamplona        | Teobaldo I, também Conde de Champagne desde 1201 (Teobaldo IV), sucede ao tio Sancho VII através da mãe, Branca de Navarra, casada com Teobaldo III, Conde de Champagne. |
| Teobaldo II O Jovem                             |         | 1238 Filho de Teobaldo I de Navarra e Margarida de Bourbon-Dampierre                                    | 8 de julho de 1253    | 4 de dezembro de 1270 | Isabel de França 6 de abril de 1258 sem filhos                                                                                                  | 4 de dezembro de 1270 Trapani 31-32 anos                                                    | Também Conde de Champagne. Quando em 1270 ele partiu para a cruzada, deixou seu irmão Henrique como governador do reino.                                                 |
| Henrique I O Gordo                              |         | c. 1244? Filho de Teobaldo I de Navarra e Margarida de Bourbon-Dampierre                                | 4 de dezembro de 1270 | 2 de julho de 1274    | Branca de Artésia 1269 2 filhos | 2 de julho de 1274 Pamplona c. 30 anos Sepultado na Catedral de Santa Maria de Pamplona     | Quando recebeu a notícia da morte de seu irmão Teobaldo, proclamou-se rei.                                                                                               |
| Joana I                                         |         | 17 de abril de 1271 Bar-sur-Seine Filha de Henrique I de Navarra e Branca de Artésia                    | 2 de julho de 1274    | 4 de abril de 1305    | 14 de agosto de 1284 Catedral de Notre Dame, em París 7 filhos                                                                                  | 4 de abril de 1305 Vincennes 33 anos Sepultada na Basílica de Saint-Denis, em Paris         | Também Rainha consorte de França. |
| Filipe I O Belo O rei de Mármore O rei de Ferro |         | abril–junho de 1268 Fontainebleau Filho de Filipe III de França e Isabel de Aragão                      | 2 de julho de 1274    | 4 de abril de 1305    | 14 de agosto de 1284 Catedral de Notre Dame, em París 7 filhos                                                                                  | 29 de novembro de 1314 Fontainebleau 46 anos Sepultado na Basílica de Saint-Denis, em Paris | Foi o Rei Jure uxoris de Joana I. Também Filipe IV, Rei de França. |

## Dinastia capetiana
Durante este período, Navarra formou uma união pessoal com França.
| Nome                                 | Retrato | Nascimento                                                                                       | Início Reinado         | Fim Reinado            | Casamento(s) | Morte                                                                                                | Notas |
| ------------------------------------ | ------- | ------------------------------------------------------------------------------------------------ | ---------------------- | ---------------------- | --- | --- | --- |
| Luís I O Teimoso O Obstinado         |         | 4 de outubro de 1289 Paris Filho de Filipe IV de França e Joana I de Navarra                     | 4 de abril de 1305     | 5 de junho de 1316     | Margarida da Borgonha 21 de setembro de 1305 1 filha Clemência da Hungria 13 de agosto de 1315 1 filho                                         | 5 de junho de 1316 Vincennes 26 anos Sepultado na Basílica de Saint-Denis, em Paris                  | Também Luís X, Rei de França. |
| João I O Póstumo                     |         | 15 de novembro de 1316 Paris Filho de Luís X de França e Clemência da Hungria                    | 15 de novembro de 1316 | 19 de novembro de 1316 | Não se casou | 19 de novembro de 1316 Paris 4 dias Sepultado na Basílica de Saint-Denis, em Paris                   | Também João I, Rei de França. |
| Filipe II O Alto O Comprido O Caolho |         | 1293 Lyon Filho de Filipe IV de França e Joana I de Navarra                                      | 19 de novembro de 1316 | 3 de janeiro de 1322   | Joana II, Condessa da Borgonha 1307 5 filhos                                                                                                   | 3 de janeiro de 1322 Paris 29 anos Sepultado na Basílica de Saint-Denis, em Paris                    | Regente durante a gestação da mãe de João I. Irmão de Luís X, também Filipe V, Rei de França. |
| Carlos I O Belo                      |         | 18/19 de junho de 1294 Oise Filho de Filipe IV de França e Joana I de Navarra                    | 3 de janeiro de 1322   | 1 de fevereiro de 1328 | Branca da Borgonha 20 de maio de 1308 2 filhos Maria do Luxemburgo 21 de setembro de 1322 2 filhos Joana de Évreux 11 de maio de 1326 3 filhas | 1 de fevereiro de 1328 Vincennes 33 anos Sepultado na Basílica de Saint-Denis, em Paris              | Também Carlos IV, Rei de França. Somente teve filhas mulheres, que na França não tinham direito de assumir o trono. O Reino de Navarra foi delvolvido para Joana II. Felipe de Valois regente de Navarra desde a morte de Carlos I, até a demissão do governador francês em 13 de março de 1328. |
| Joana II                             |         | 28 de janeiro de 1312 Conflans-Sainte-Honorine Filha de Luís X de França e Margarida da Borgonha | 2 de maio de 1328      | 6 de outubro de 1349   | 18 de junho de 1318 9 filhos | 6 de outubro de 1349 Charenton-le-Pont 38 anos Sepultada na Basílica de Saint-Denis, em Paris        | Filha de Luís I. Casa-se com Filipe III. Os regentes Juan Corbarán de Leet e Juan Martínez de Medrano, entre 13 de março de 1328, assembléia Puente la Reina e 27 de fevereiro de 1329, Cortes de Larrasoaña.                                                                                    |
| Filipe III O Sábio                   |         | 27 de março de 1306 Filho de Luís de Évreux e Margarida de Artésia                               | 2 de maio de 1328      | 16 de setembro de 1343 | 18 de junho de 1318 9 filhos | 16 de setembro de 1343 Jerez de la Frontera 37 anos Sepultado na Catedral de Santa Maria de Pamplona | Foi o Rei Jure uxoris de Joana II. |

## Casa de Évreux
Em 1349, França é herdada pela Casa de Valois, enquanto que Navarra reverte para a Casa de Évreux, na pessoa de Filipe, Conde de Évreux e neto do rei Filipe III de França.
| Nome               | Retrato                                                  | Nascimento                                                                                    | Início Reinado        | Fim Reinado           | Casamento(s)                                                                        | Morte | Notas |
| ------------------ | -------------------------------------------------------- | --------------------------------------------------------------------------------------------- | --------------------- | --------------------- | ----------------------------------------------------------------------------------- | --- | ----- |
| Carlos II O Mau    |                                                          | 10 de outubro de 1332 Évreux Filho de Filipe III de Navarra e Joana II de Navarra             | 6 de outubro de 1349  | 1 de janeiro de 1387  | Joana de Valois 3 de novembro de 1352 Vivier-en-Brie 9 filhos                       | 1 de janeiro de 1387 Pamplona 54 anos Sepultado na Catedral de Santa Maria de Pamplona                                                                 |       |
| Carlos III O Nobre |                                                          | 22 de julho de 1361 Mantes-la-Jolie Filho de Carlos II de Navarra e Joana de Valois           | 1 de janeiro de 1387  | 8 de setembro de 1425 | Leonor de Castela 27 de maio de 1375 Soria 8 filhos                                 | 8 de setembro de 1425 Olite 64 anos Sepultado na Catedral de Santa Maria de Pamplona                                                                   |       |
| Branca I           | Ficheiro:Blanca I de Navarra.jpg                         | 1385 Pamplona Filha de Carlos III de Navarra e Leonor de Castela                              | 8 de setembro de 1425 | 3 de abril de 1441    | Martim I da Sicília 21 de janeiro de 1402 1 filho                                   | 3 de abril de 1441 Santa María la Real de Nieva 56 anos Sepultada na Igreja-Mosteiro de Nossa Senhora de La Soterraña, em Santa María la Real de Nieva |       |
| Branca I           | Ficheiro:Blanca I de Navarra.jpg                         | 1385 Pamplona Filha de Carlos III de Navarra e Leonor de Castela                              | 8 de setembro de 1425 | 3 de abril de 1441    | 18 de janeiro de 1420 Pamplona 4 filhos                                             | 3 de abril de 1441 Santa María la Real de Nieva 56 anos Sepultada na Igreja-Mosteiro de Nossa Senhora de La Soterraña, em Santa María la Real de Nieva |       |
| João II O Grande   |                                                          | 29 de junho de 1398 Medina del Campo Filho de Fernando I de Aragão e Leonor Urraca de Castela | 8 de setembro de 1425 | 20 de janeiro de 1479 | 20 de janeiro de 1479 Barcelona 80 anos Sepultado na Mosteiro de Poblet, em Vimbodí | Foi o Rei Jure uxoris de Branca I. Rei de facto desde 1441.                                                                                            |       |
| João II O Grande   | Joana Henriques 1 de abril de 1444 Torrelobaton 3 filhos | 29 de junho de 1398 Medina del Campo Filho de Fernando I de Aragão e Leonor Urraca de Castela | 8 de setembro de 1425 | 20 de janeiro de 1479 | 20 de janeiro de 1479 Barcelona 80 anos Sepultado na Mosteiro de Poblet, em Vimbodí | Foi o Rei Jure uxoris de Branca I. Rei de facto desde 1441.                                                                                            |       |

## Casa de Trastâmara
| Nome     | Retrato                        | Nascimento                                                                    | Início Reinado        | Fim Reinado             | Casamento(s)                                                 | Morte                                  | Notas |
| -------- | ------------------------------ | ----------------------------------------------------------------------------- | --------------------- | ----------------------- | ------------------------------------------------------------ | -------------------------------------- | ----- |
| Leonor I | Ficheiro:Leonor de Navarra.jpg | 2 de fevereiro de 1426 Olite Filha de Branca I de Navarra e João II de Aragão | 20 de janeiro de 1479 | 12 de fevereiro de 1479 | Gastão IV & I, Conde de Foix e Rei de Navarra 1441 11 filhos | 12 de fevereiro de 1479 Tudela 54 anos |       |

## Casa de Foix
| Nome        | Retrato | Nascimento                                                               | Início Reinado          | Fim Reinado             | Casamento(s)                  | Morte | Notas                                                                                                  |
| ----------- | ------- | ------------------------------------------------------------------------ | ----------------------- | ----------------------- | ----------------------------- | --- | --- |
| Francisco I |         | 18 de abril de 1469 Mazères Filho de Gastão de Foix e Madalena da França | 12 de fevereiro de 1479 | 30 de janeiro de 1483   | Não se casou                  | 30 de janeiro de 1483 Pau 16 anos Sepultado na Catedral de Nossa Senhora da Assunção, em Lescar              | Neto de Leonor I.                                                                                      |
| Catarina I  |         | 18 de abril de 1468 Filha de Gastão de Foix e Madalena da França         | 30 de janeiro de 1483   | 12 de fevereiro de 1517 | 14 de junho de 1484 13 filhos | 12 de fevereiro de 1517 Mont-de-Marsan 48 anos Sepultada na Catedral de Nossa Senhora da Assunção, em Lescar | Neta de Leonor I, casada com João III, Rei de Navarra, Duque de Albret. Rainha titular de 1512 a 1517. |
| João III    |         | 1469 Ségur-le-Château Filho de Alan de Albret e Françoise de Châtillon   | 14 de junho de 1484     | 17 de junho de 1516     | 14 de junho de 1484 13 filhos | 17 de junho de 1516 Monein 47 anos Sepultado na Catedral de Nossa Senhora da Assunção, em Lescar             | Foi o Rei Jure uxoris de Catarina I. Rei titular de 1512 a 1516.                                       |

## Divisão do reino
Em 1512 a parte do reino de Navarra situada na Península Ibérica, a Alta Navarra, é conquistada por Fernando II de Aragão, o Católico, sendo reconhecido rei pelas Cortes de Navarra (principalmente frequentadas por beaumonteses) em 23 de março de 1513, reduzindo assim o reino à sua expressão francesa, a Baixa Navarra. Em 1530, Carlos I decidiu renunciar definitivamente à Baixa Navarra devido à impossibilidade de controlá-la, passando a ser efetivamente governada por Henrique II, enquanto Carlos I e sua mãe Joana, a Louca continuaram como reis em Alta Navarra. Para uma lista de reis que governaram a Navarra ibérica, veja-se a lista de reis de Espanha.

### Baixa Navarra

#### Casa de Albret
| Nome        | Retrato                                | Nascimento | Início Reinado          | Fim Reinado            | Casamento(s)                                                                                      | Morte                                                                                             | Notas                    |
| ----------- | -------------------------------------- | --- | ----------------------- | ---------------------- | ------------------------------------------------------------------------------------------------- | ------------------------------------------------------------------------------------------------- | ------------------------ |
| Henrique II |                                        | 25 de abril de 1503 Sangüesa Filho de João III de Navarra e Catarina de Foix                                  | 12 de fevereiro de 1517 | 25 de maio de 1555     | Margarida de Angolema 24 de janeiro de 1527 Saint-Germain-en-Laye 2 filhos                        | 25 de maio de 1555 Hagetmau 52 anos Sepultado na Catedral de Nossa Senhora da Assunção, em Lescar | Rei titular (1517-1530). |
| Joana III   |                                        | 7 de janeiro de 1528 Castelo de Saint-Germain-en-Laye Filha de Henrique II de Navarra e Margarida de Angolema | 25 de maio de 1555      | 9 de junho de 1572     | Guilherme de Jülich-Cleves-Berg 1541 sem filhos                                                   | 9 de junho de 1572 Paris 44 anos Sepultada na Igreja Colegiada de San Jorge, em Vendôme           |                          |
| Joana III   | 20 de outubro de 1548 Moulins 5 filhos | 7 de janeiro de 1528 Castelo de Saint-Germain-en-Laye Filha de Henrique II de Navarra e Margarida de Angolema | 25 de maio de 1555      | 9 de junho de 1572     |                                                                                                   | 9 de junho de 1572 Paris 44 anos Sepultada na Igreja Colegiada de San Jorge, em Vendôme           |                          |
| António I   |                                        | 22 de abril de 1518 La Fère Filho de Carlos de Bourbon, Duque de Vendôme e Francisca de Alençon               | 25 de maio de 1555      | 17 de novembro de 1562 | 17 de novembro de 1562 Les Andelys 44 anos Sepultado na Igreja Colegiada de San Jorge, em Vendôme | Foi o Rei Jure uxoris de Joana III.                                                               |                          |

#### Casa de Bourbon
| Nome | Retrato | Nascimento                                                                                        | Início Reinado       | Fim Reinado           | Casamento(s) | Morte                                                                                    | Notas                            |
| --- | ------- | ------------------------------------------------------------------------------------------------- | -------------------- | --------------------- | --- | ---------------------------------------------------------------------------------------- | -------------------------------- |
| Henrique III O Grande |         | 13 de dezembro de 1553 Pau Filho de Antônio de Bourbon e Joana III de Navarra                     | 9 de junho de 1572   | 14 de maio de 1610    | Margarida de Valois 18 de agosto de 1572 Palácio do Louvre, em Paris sem filhos Maria de Médici 17 de dezembro de 1600 Florença (procuração) Lyon (em pessoa) 6 filhos | 14 de maio de 1610 Hagetmau 56 anos Sepultado na Basílica de Saint-Denis, em Paris       | Em 1589, torna-se rei de França. |
| Luís II O Justo |         | 27 de setembro de 1601 Palácio de Fontainebleau Filho de Henrique II de Navarra e Maria de Médici | 14 de maio de 1610   | 30 de outubro de 1620 | Ana da Áustria 24 de novembro de 1615 2 filhos | 14 de maio de 1643 Paris 41 anos Sepultado na Basílica de Saint-Denis, em Paris          | Também Luís XIII de França.      |
| Luís VII O rei dos 20 minutos |         | 6 de Agosto de 1775 Palácio de Versalhes Filho de Carlos X de França e Maria Teresa de Saboia     | 20 minutos (Deposto) | 20 Minutos            | Maria Teresa Carlota 24 de novembro de 1615 0 filhos | 3 de Junho de 1844 Gorizia 68 anos Sepultado na Mosteiro de Kostanjevica, em Nova Gorica | Também Luís XIX de França.       |
| Em 1620, Navarra incorporada na Coroa Francesa, começando o Reino Unido de França e Navarra, embora os reis de França continuem a usar o título de reis de França e de Navarra até à 1791, e depois, durante a Restauração (1814-1830). |         |                                                                                                   |                      |                       | |                                                                                          |                                  |

Para uma lista de reis que governaram a Baixa Navarra sob a égida da Coroa Francesa, veja-se a lista de monarcas da França.

### Alta Navarra
Para uma lista de reis que governaram a Alta Navarra, ver a lista de monarcas da Espanha.